# Renfe série 444
 (mars 2023).
Si vous disposez d'ouvrages ou d'articles de référence ou si vous connaissez des sites web de qualité traitant du thème abordé ici, merci de compléter l'article en donnant les références utiles à sa vérifiabilité et en les liant à la section « Notes et références ».
La 444-005 est [Quoi ?]. Elle connaît une carrière extrêmement mouvementée en 2004 : Expédiée à la CAF de Beasain en avril, elle part ensuite effectuer des essais avec une remorque de la série 598 équipée de bogies BRAVA, puis part faire des essais sur la ligne Madrid-Séville. Après avoir laissé la remorque transformée à Séville, elle poursuit jusqu'à Malaga, où elle est transformée pour les chemins de fer chiliens sous le numéro EFE 606.